# Elektrický vodič

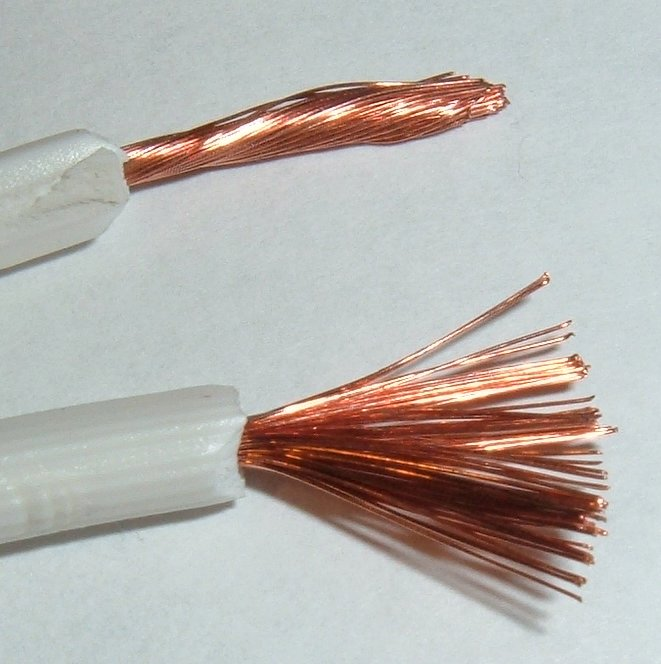
Elektrický vodič

Elektrický vodič je látka schopná vedení elektrického proudu. Elektrický vodič musí obsahovat volné částice s elektrickým nábojem, nejčastěji elektrony, příp. kladné nebo záporné ionty. Lze také definovat jako látka s rezistivitou pohybující se mezi 10−6 a 10−8 Ωm.
V elektrotechnice se slovem vodič také rozumí vodivý drát, kabel, pásek nebo lanko, které se použijí pro vodivé propojení součástek v elektrickém obvodu.

## Dělení vodičů
Podle mechanismu vedení elektrického proudu dělíme vodiče na 2 skupiny:
- vodiče 1. řádu (kovy a uhlík ve formě grafitu)

El. proud přenáší volné elektrony. Vodiče se při průchodu el. proudu chemicky nemění.
- vodiče 2. řádu (roztoky a taveniny iontových solí = elektrolyty)

Proud přenášejí el. nabité částice zvané ionty. Jejich pohybem dochází k přenosu hmoty a chemickým změnám. Ionty jsou proti elektronům větší, jejich pohyblivost je menší, takže i vodivost je nižší.

## Vodivost a odpor vodiče
Schopnost vodiče vést elektrický proud vyjadřuje veličina elektrická vodivost, což je převrácená hodnota elektrického odporu. Jednotkovou vodivost látky (vodivost 1 m vodiče o průřezu 1 m²) udává veličina konduktivita látky, převrácenou hodnotou (jednotkový odpor vodiče) udává veličina rezistivita látky.
Vodivost G, resp. odpor R vodiče lze z jeho vlastností vypočítat podle vztahu {\displaystyle G=\sigma {\frac {S}{l}}}, resp. {\displaystyle R=\rho {\frac {l}{S}}}, kde σ je konduktivita vodiče, ρ je rezistivita vodiče, S je obsah průřezu vodiče, l je délka vodiče.

### Závislost vodivosti a odporu na teplotě
Vodivost, resp. odpor vodičů závisí na teplotě. S rostoucí teplotou klesá vodivost, resp. stoupá odpor vodičů. To lze vysvětlit tepelným pohybem těch částic ve vodiči, které se neúčastní elektrického proudu, ale brání volným nabitým částicím v jejich pohybu.
Změnu odporu ΔR na teplotě popisuje vztah {\displaystyle \Delta R=R_{0}\alpha \Delta t}, kde R0 je počáteční odpor vodiče, α je teplotní součinitel odporu, Δt je rozdíl teplot.
Závislost vodivosti a odporu na teplotě odlišuje elektrické vodiče od polovodičů, u kterých je tato závislost opačná.
Při ochlazení některých látek na teplotu blízkou absolutní nule dojde k jevu nazývanému supravodivost, kdy odpor náhle poklesne na nulu. Takové látky se nazývají supravodiče.

### Zahřívání vodičů
Každý vodič se průchodem elektrického proudu zahřívá, elektrická energie se mění na teplo, které se nazývá Jouleovo teplo. Množství tepla Q se vypočte např. vztahem {\displaystyle Q=R.I^{2}.t}, kde R je odpor vodiče, t je čas, po který elektrický proud I protéká vodičem.
Aby se vodič příliš neohříval, neměla by hustota procházejícího proudu být vyšší než cca 4 A/mm2 (u mědi a hliníku).

### Používané materiály
Dobré vodiče (s velkou vodivostí, resp. malým odporem) se zahřívají málo, nedochází k velkým ztrátám elektrické energie. Je vhodné je použít na výrobu přívodních vodičů a kabelů. Mezi dobré vodiče se řadí zpravidla: stříbro, měď, zlato a hliník.
V elektrotechnice se velmi často používá elektrotechnická (též elektrovodná) měď.
- ČSN 42 3000[3]: Cu99,95 RCu ≦ 17,24 nΩ.m²/m při 20 °C
- ČSN 42 3001[4]: Cu99,9E, RCu ≦ 17,86 nΩ.m²/m při 20 °C

Závislost odporu na teplotě: RCu(θ) = RCu·(234,5+θ)/(234,5+20), kde θ je teplota ve °C.
Vodiče s malou vodivostí (velkým odporem) se zahřívají hodně, ve vodiči vzniká velké množství tepla. Takové vodiče se používají např. jako topné spirály v tepelných elektrických spotřebičích. Někdy se též označují jako odporové vodiče. Existují i další vodiče (uhlík, některé kovové slitiny), které se využívají v elektrotechnice jako součást kluzných kontaktů, přestože se vyznačují velkým odporem. Mezi takové vodiče patří např.: nikelin, konstantan či nichrom.
| Látka          | Složení                  | ρ [nΩ·m] (při 20 °C) | α [10 −3K−1] |
| -------------- | ------------------------ | -------------------- | ------------ |
| Cín            | Sn                       | 115                  | 4,2          |
| Hliník         | Al                       | 28                   | 4,9          |
| Konstantan     | 54 % Cu, 45 % Ni, 1 % Mn | 490                  | −0,03        |
| Měď            | Cu                       | 18                   | 6,8          |
| Mosaz          | 50–99 % Cu, Zn           | 75                   | 2–7          |
| Nichrom        | 78 % Ni, 20 % Cr, 2 % Mn | 1080                 | 0,2          |
| Nikelin        | 67 % Cu, 30 % Ni, 3 % Mn | 400                  | 0,11         |
| Olovo          | Pb                       | 207                  | 4,2          |
| Platina        | Pt                       | 110                  | 3,9          |
| Stříbro        | Ag                       | 17                   | 3,8          |
| Tantal         | Ta                       | 155                  | 3,8          |
| Uhlík (grafit) | C                        | 330–1850             | −6 až 12     |
| Wolfram        | W                        | 50                   | 4,1          |
| Zlato          | Au                       | 23,5                 | 4            |
| Železo         | Fe                       | 98                   | 6            |